# Karel II. Falcký

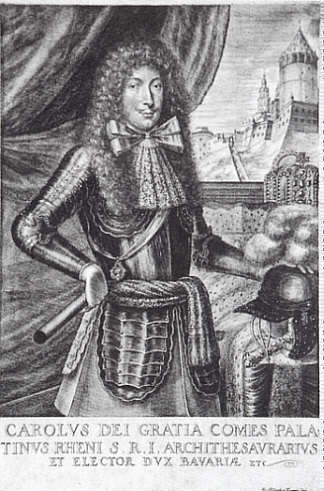
Kupferstich von Ulrich Kraus: Kurfiřt Karel II. Falcký v brnění na mědirytině Ulricha Krause, ve výhledu z okna heidelberského zámku.

Karel II. Falcký (31. března 1651, Heidelberg – 16. května 1685 tamtéž) byl falckrabě a falcký kurfiřt od roku 1680 do své smrti.

## Biografie

### Původ a mládí
Karel se narodil jako nejstarší syn kurfiřta Karla Ludvíka Falckého (1617–1680) z jeho prvního manželství s Šarlotou Hesensko-Kasselskou (1627–1686), dcerou hesenského lankraběte Viléma V. Karlova mladší sestra byla Alžběta Šarlota Falcká, pozdější vévodkyně orleánská. Manželství rodičů skončilo záhy, již v roce 1654 rozvratem a matka se vrátila zpět do Kasselu; otec se po rozvodu (jehož právní platnost byla zpochybňována) znovu morganaticky oženil. Karel tak vyrůstal bez matky, pod dohledem autoritativního otce, v péči své tety, nejmladší otcovy sestry Žofie Hannoverské.
Vzdělání kurprince řídili vychovatelé Samuel von Pufendorf a Ezechiel Spanheim. Svou kavalírskou cestu podnikl Karel v roce 1670 do Švýcarska a Francie. Ve Švýcarsku onemocněl neštovicemi; uzdravil se sice, ale jeho obličej byl nemocí navždy poznamenán. Karel byl považován za velmi vzdělaného a v roce 1672 zveřejnil pod jménem Pfilotheus teologický spis Symbola christiana. Vztah s otcem byl obtížný. Karel po něm požadoval místodržitelství v Kreuznachu a participaci na vládních záležitostech, to však Karel Ludvík svému synovi odepřel.
Když v roce 1680 v říšské válce falcké centrum Germersheim opanovali Francouzi, odešel Karel do Anglie na dvůr svého příbuzného (otcův bratranec), anglického krále Karla II. Stuarta a zde hledal pomoc proti francouzskému králi Ludvíku XIV. Tohoto cíle nedosáhl, byl však dekorován Podvazkovým řádem a na Oxfordské universitě jmenován doktorem medicíny. Během tohoto anglického pobytu zemřel 28. srpna 1680 Karlův otec a Karel po něm jako Karel II. Falcký zdědil titul falckého kurfiřta a správce říšské pokladny.

### Manželství
20. září roku 1671 se v Heidelbergu oženil, na nátlak svého otce a za zprostředkování své tety Žofie Hannoverské, s dánskou princeznou Vilemínou Ernestinou Dánskou, dcerou dánského krále Frederika III. V průběhu stavebního veselí musel údajně žádat Karel o radu, co si má muž o svatební noci počít. 7. července roku 1671 byl dánským králem dekorován nejvyšším dánským státním vyznamenáním Řádem slona jako jeho 123. nositel.
Manželé si od počátku nebyli nakloněni, manželství, uzavřené z dynastických důvodů, nebylo šťastné a zůstalo bezdětné. V roce 1677 Karlův otec kurfiřt Karel Ludvík Falcký vyvinul značné úsilí o anulaci sňatku, nepochybně u vědomí neblahých důsledků absence následníka a dědice, jeho snaha však ztroskotala mimo jiné na odporu Karlovy matky Šarloty Hesensko-Kasselské (1627–1686). Další vývoj však dal Karlu Ludvíkovi za pravdu.

### Vláda
Karlovo krátké panování nebylo nikterak oslnivé. Prvním ministrem jmenoval svého neschopného bývalého vychovatele Paula Hachenberga. Přivedl z Kasselu zpět svou matku a zaplatil její obrovské dluhy. Karel byl slabé a bázlivé povahy, poznamenané zážitky z dětství. Vykazoval mimořádné zaujetí pro vojenský život a vládl v duchu přísného kalvinismu, proto povolil kalvinistům z matčina domova usídlit se v Rýnské Falci. Ovlivněn byl přitom dvorním kazatelem Johannem Ludwigem Langhannsem, který se po Hachenburgově smrti stal prvním ministrem. Karel potlačoval luteránství, jež vyznávala i jeho manželka. Provoz předimenzovaného dvora, divadelních společností, lov i velké vojenské výdaje měly za následek narůstající finanční těžkosti ve státním hospodářství, jež neodstranilo ani zvyšování daní. V roce 1682 zastavil Karel Germersheim na dvacet let Francii.
Karel byl posledním falckým kurfiřtem z protestantsko-reformovaného domu Pfalz-Simmern. Další větev rodu Wittelsbachů byla katolická větev Pfalz-Neuburg. Nejprve se Karlovi ještě podařilo dosáhnout jistého kompromisu, co se týče náboženských otázek v zemi. Ovšem nemohl zabránit tomu, že další běh událostí kolem otázky dědických nároků jeho sestry, orleánské vévodkyně, vedl k válce o falcké dědictví.

### Smrt a její důsledky
Karel zemřel bez potomků 16. května 1685 v Heidelbergu. Rýnská Falc měla přejít pod vládu katolické linie rýnských Wittelsbachů, větve Pfalz-Neuburg (děti z druhého, morganatického manželství jeho otce byly z dědických nároků vyloučeny). Francouzský král Ludvík XIV. však vystoupil s dědickými nároky na toto území jménem Karlovy sestry Liselotty, manželky Ludvíkova mladšího bratra Filipa I. Orleánského; v důsledku toho vypukl devastující válečný konflikt, Devítiletá válka (válka o falcké dědictví) (1688–1697), kdy se proti Francii Ludvíka XIV. postavila koalice evropských států (Augšpurská liga) s cílem zamezit další francouzské územní expanzi. Titul falckého kurfiřta nakonec přešel do rukou katolické linie Wittelsbachů, reprezentované Filipem Vilémem Falckým, ovšem za cenu zničení do té doby kvetoucí země.

## Vývod z předků
|                  |                                      |  |                              |                                    |  |  |  |  |  |  |  | Ludvík VI. Falcký |
|                  |                                      |  |                              |                                    |  |  |  |  |  |  |  |                   |
|                  | Fridrich IV. Falcký                  |  |                              |                                    |  |  |  |  |  |  |  |                   |
|                  |                                      |  |                              |                                    |  |  |  |  |  |  |  |                   |
|                  |                                      |  |                              | Alžběta Hesenská                   |  |  |  |  |  |  |  |                   |
|                  |                                      |  |                              |                                    |  |  |  |  |  |  |  |                   |
|                  | Fridrich Falcký                      |  |                              |                                    |  |  |  |  |  |  |  |                   |
|                  |                                      |  |                              |                                    |  |  |  |  |  |  |  |                   |
|                  |                                      |  |                              | Vilém I. Oranžský                  |  |  |  |  |  |  |  |                   |
|                  |                                      |  |                              |                                    |  |  |  |  |  |  |  |                   |
|                  | Luisa Juliana Oranžská               |  |                              |                                    |  |  |  |  |  |  |  |                   |
|                  |                                      |  |                              |                                    |  |  |  |  |  |  |  |                   |
|                  |                                      |  |                              | Šarlota Bourbonská                 |  |  |  |  |  |  |  |                   |
|                  |                                      |  |                              |                                    |  |  |  |  |  |  |  |                   |
|                  | Karel I. Ludvík Falcký               |  |                              |                                    |  |  |  |  |  |  |  |                   |
|                  |                                      |  |                              |                                    |  |  |  |  |  |  |  |                   |
|                  |                                      |  |                              | Jindřich Stuart, lord Darnley      |  |  |  |  |  |  |  |                   |
|                  |                                      |  |                              |                                    |  |  |  |  |  |  |  |                   |
|                  | Jakub I. Stuart                      |  |                              |                                    |  |  |  |  |  |  |  |                   |
|                  |                                      |  |                              |                                    |  |  |  |  |  |  |  |                   |
|                  |                                      |  |                              | Marie Stuartovna                   |  |  |  |  |  |  |  |                   |
|                  |                                      |  |                              |                                    |  |  |  |  |  |  |  |                   |
|                  | Alžběta Stuartovna                   |  |                              |                                    |  |  |  |  |  |  |  |                   |
|                  |                                      |  |                              |                                    |  |  |  |  |  |  |  |                   |
|                  |                                      |  |                              | Frederik II. Dánský                |  |  |  |  |  |  |  |                   |
|                  |                                      |  |                              |                                    |  |  |  |  |  |  |  |                   |
|                  | Anna Dánská                          |  |                              |                                    |  |  |  |  |  |  |  |                   |
|                  |                                      |  |                              |                                    |  |  |  |  |  |  |  |                   |
|                  |                                      |  |                              | Žofie Meklenburská                 |  |  |  |  |  |  |  |                   |
|                  |                                      |  |                              |                                    |  |  |  |  |  |  |  |                   |
| Karel II. Falcký |                                      |  |                              |                                    |  |  |  |  |  |  |  |                   |
|                  |                                      |  |                              |                                    |  |  |  |  |  |  |  |                   |
|                  |                                      |  | Vilém IV. Hesensko-Kasselský |                                    |  |  |  |  |  |  |  |                   |
|                  |                                      |  |                              |                                    |  |  |  |  |  |  |  |                   |
|                  | Mořic Hesensko-Kasselský             |  |                              |                                    |  |  |  |  |  |  |  |                   |
|                  |                                      |  |                              |                                    |  |  |  |  |  |  |  |                   |
|                  |                                      |  |                              | Sabina Württemberská               |  |  |  |  |  |  |  |                   |
|                  |                                      |  |                              |                                    |  |  |  |  |  |  |  |                   |
|                  | Vilém V. Hesensko-Kasselský          |  |                              |                                    |  |  |  |  |  |  |  |                   |
|                  |                                      |  |                              |                                    |  |  |  |  |  |  |  |                   |
|                  |                                      |  |                              | Jan Jiří I. ze Solms-Laubach       |  |  |  |  |  |  |  |                   |
|                  |                                      |  |                              |                                    |  |  |  |  |  |  |  |                   |
|                  | Anežka ze Solms-Laubachu             |  |                              |                                    |  |  |  |  |  |  |  |                   |
|                  |                                      |  |                              |                                    |  |  |  |  |  |  |  |                   |
|                  |                                      |  |                              | Markéta ze Schönburg-Glauchau      |  |  |  |  |  |  |  |                   |
|                  |                                      |  |                              |                                    |  |  |  |  |  |  |  |                   |
|                  | Šarlota Hesensko-Kasselská           |  |                              |                                    |  |  |  |  |  |  |  |                   |
|                  |                                      |  |                              |                                    |  |  |  |  |  |  |  |                   |
|                  |                                      |  |                              | Filip Ludvík I. z Hanau-Münzenberg |  |  |  |  |  |  |  |                   |
|                  |                                      |  |                              |                                    |  |  |  |  |  |  |  |                   |
|                  | Filip Ludvík II. z Hanau-Münzenbergu |  |                              |                                    |  |  |  |  |  |  |  |                   |
|                  |                                      |  |                              |                                    |  |  |  |  |  |  |  |                   |
|                  |                                      |  |                              | Magdalena z Waldecku               |  |  |  |  |  |  |  |                   |
|                  |                                      |  |                              |                                    |  |  |  |  |  |  |  |                   |
|                  | Amálie Alžběta z Hanau-Münzenbergu   |  |                              |                                    |  |  |  |  |  |  |  |                   |
|                  |                                      |  |                              |                                    |  |  |  |  |  |  |  |                   |
|                  |                                      |  |                              | Vilém I. Oranžský                  |  |  |  |  |  |  |  |                   |
|                  |                                      |  |                              |                                    |  |  |  |  |  |  |  |                   |
|                  | Kateřina Belgica Nasavská            |  |                              |                                    |  |  |  |  |  |  |  |                   |
|                  |                                      |  |                              |                                    |  |  |  |  |  |  |  |                   |
|                  |                                      |  |                              | Šarlota Bourbonská                 |  |  |  |  |  |  |  |                   |
|                  |                                      |  |                              |                                    |  |  |  |  |  |  |  |                   |